# Veleiros do Sul

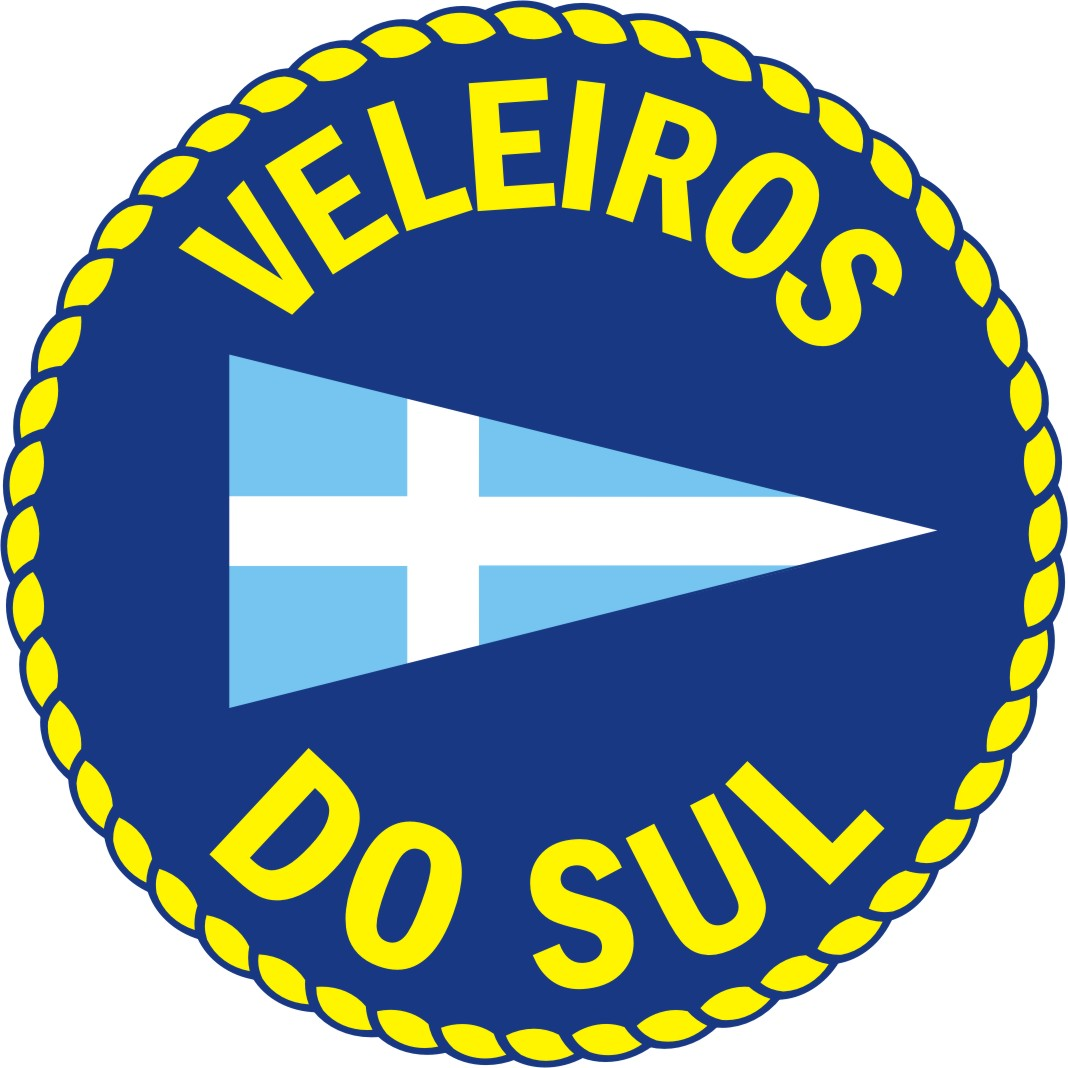
Logotipo do Veleiros do Sul

O Veleiros do Sul (VDS) é uma associação náutica desportiva fundada em 13 de dezembro de 1934, situada no bairro Vila Assunção, na zona sul de Porto Alegre, Rio Grande do Sul, Brasil.

## História
O Veleiros do Sul foi o primeiro clube de vela em Porto Alegre.
Administra a Ilha Francisco Manoel, entre os bairros Assunção e Cristal.